# Amalia Kasprowicz

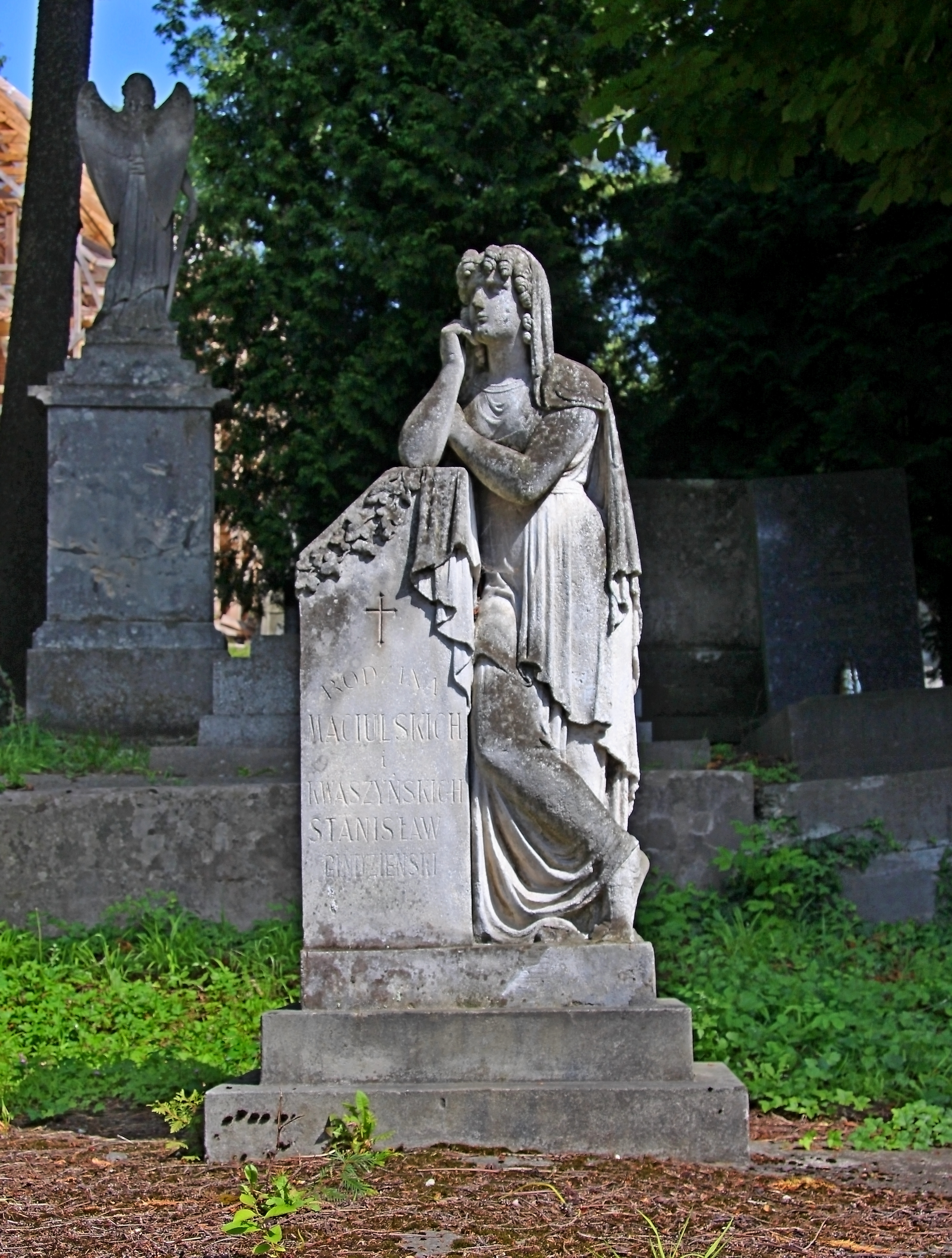
Nagrobek Amalii Kasprowicz

Amalia Cecylia Kasprowicz-Maciulska z d. Zion, ps. „Malewska” (ur. 20 marca 1854 we Lwowie, zm. 22 maja 1938 tamże) – polska aktorka i śpiewaczka operowa.

## Życiorys
Początkowo występowała na scenie pod panieńskim nazwiskiem Zion lub pseudonimem „Malewska”. Od 1881 używała przeważnie nazwiska Kasprowicz (od 1888 na stałe). Od 1874 śpiewała w chórze teatru lwowskiego, w 1876 przez pewien czas na prowincji, a w 1878 w teatrzyku ogródkowym Eldorado w Warszawie. W sezonie 1881/82 występowała w Poznaniu, w 1882 w Petersburgu w zespole Aleksandra Łukowicza, a w sezonie 1882/83 w zespole męża w Łomży. Od 1884 występowała przede wszystkim w Teatrze Miejskim we Lwowie. Śpiewała arie (sopranowe i mezzosopranowe) w wystawianych tam operach. Dzięki muzykalności i talentowi dramatycznemu zyskała dużą popularność. Występowała aż do późnej starości.
W 1912 wystąpiła w filmie Ofiara namiętności w reżyserii Władysława Palińskiego.
Dwukrotnie zamężna. Jej pierwszym mężem (od 19 marca 1881) był aktor, dyrektor teatru Józef Kasprowicz (1855–1889), drugim – Maciulski, naczelnik więzienia lwowskiego.
Zmarła 22 maja 1938. Została pochowana we Lwowie.

## Ordery i odznaczenia
- Złoty Krzyż Zasługi (27 czerwca 1928)[4][5]